# Euspinolia militaris
Euspinolia militaris, Mickel, 1938 è una specie di vespa appartenente alla famiglia dei mutillidi, che vive prevalentemente nelle coste del Cile e in Argentina. 

## Descrizione e Ciclo biologico
Il dimorfismo è presente e come in altri mutellidi i maschi sono alati, mentre le femmine sono attere. I colori principali di questa specie, il bianco e il nero, formando colorazione aposematica. La lunghezza  è di 8mm circa. Entrambi i sessi hanno un apparato di stridulazione situato nell’addome, che gli permette di produrre versi simili a cigolii, in caso l’animale fosse infastidito o volesse spaventare il nemico. Come molti altri mutellidi le larve sono ectoparassite di larve o prepupe di altri imenotteri, come in altri casi, la femmina una volta svolta la copula si introduce in nidi pedotrifici di altri imenotteri al livello del suolo. Le larve si nutriranno degli ospiti e successivamente lasceranno il sito. 

## Distribuzione
Euspinolia militaris è stata scoperta nel 1938 in Cile, infatti è solitamente associata a quest’ultimo paese, In particolare, la formica panda si adatta in miglior modo nelle aree con un clima mite, che le offre le condizioni migliori per vivere. Per esempio, la si può facilmente trovare anche nelle Ande. 

## Alimentazione
Come molti altri mutilidi gli adulti sono glicifagi mentre le larve parassiti di imenotteri solitari.

## Puntura
In alcune località, le formiche panda sono anche conosciute come “killer di mucche”: hanno infatti una puntura che può anche essere in grado di uccidere un animale grosso come una mucca. Precisamente, non è il veleno della puntura in sé che uccide, ma il dolore causato dalla puntura di questo animale. Non ci sono prove a sostegno comunque di ciò ed è stata sdoganata come leggenda metropolitana.